# 金門縣議會第六屆議員列表
第六屆金門縣議員列表，名列金門縣議會的第六屆議員名單，任期2014年到2018年。

## 政黨席次
| 政黨       | 當選席次 | 備注 |
| ---------- | -------- | ---- |
| 中國國民黨 | 15席     |      |
| 民主進步黨 | 1席      |      |
| 無黨籍     | 3席      |      |

## 選區

### 第一選區（金城鎮、金寧鄉、烏坵鄉）
| 選區     | 政黨       | 姓名     | 備註 |
| -------- | ---------- | -------- | ---- |
| 第一選區 | 無黨籍     | 石永城   |      |
| 第一選區 | 中國國民黨 | 許華玉   |      |
| 第一選區 | 中國國民黨 | 許玉昭   |      |
| 第一選區 | 中國國民黨 | 楊萬山   |      |
| 第一選區 | 中國國民黨 | 楊永立   |      |
| 第一選區 | 中國國民黨 | 林孫全   |      |
| 第一選區 | 無黨籍     | 唐麗輝   |      |
| 第一選區 | 中國國民黨 | 歐陽儀雄 |      |
| 第一選區 | 中國國民黨 | 李誠智   |      |
| 第一選區 | 民主進步黨 | 陳滄江   |      |

### 第二選區（金湖鎮、金沙鎮）
| 選區     | 政黨       | 姓名   | 備註 |
| -------- | ---------- | ------ | ---- |
| 第二選區 | 中國國民黨 | 蔡春生 |      |
| 第二選區 | 中國國民黨 | 周子傑 |      |
| 第二選區 | 中國國民黨 | 謝東龍 |      |
| 第二選區 | 中國國民黨 | 張雲德 |      |
| 第二選區 | 中國國民黨 | 李應文 |      |
| 第二選區 | 中國國民黨 | 蔡水游 |      |
| 第二選區 | 無黨籍     | 陳玉珍 |      |

### 第三選區（烈嶼鄉）
| 選區     | 政黨       | 姓名   | 備註 |
| -------- | ---------- | ------ | ---- |
| 第三選區 | 中國國民黨 | 洪鴻斌 |      |
| 第三選區 | 中國國民黨 | 洪麗萍 |      |

## 外部連結
- 中華民國行政院中央選舉委員會 （页面存档备份，存于）
- 中央選舉委員會 - 選舉資料庫
- 金門縣議會全球資訊 （页面存档备份，存于）